# Кая, Мустафа
Мустафа Кая (тур. Mustafa Kaya, род.6 июня 1992 года) — турецкий борец вольного стиля, чемпион Европы 2019 года, призёр чемпионатов Европы и Европейских игр. Участник летних Олимпийских игр 2016 года.

## Биография
Родился в 1992 году. Борьбою начал заниматься в 2003 году.
В 2015 году принял участие в I Европейских играх в городе Баку, где в весовой категории до 65 кг занял третье место.
В 2016 году принял участие в Олимпийских играх в Рио-де-Жанейро, но уступил уже в первом раунде. В 2016 году стал бронзовым призёром чемпионата Европы.
В 2018 году закрепился в весовой категории до 70 кг. Принял участие в чемпионате мира в Будапеште, где стал 12-м.
В 2019 году на чемпионате Европы в Бухаресте, турецкий спортсмен в финале одолел азербайджанского атлета Агагусейна Мустафаева и завоевал золотую медаль.